# Euroregió Mar Negra

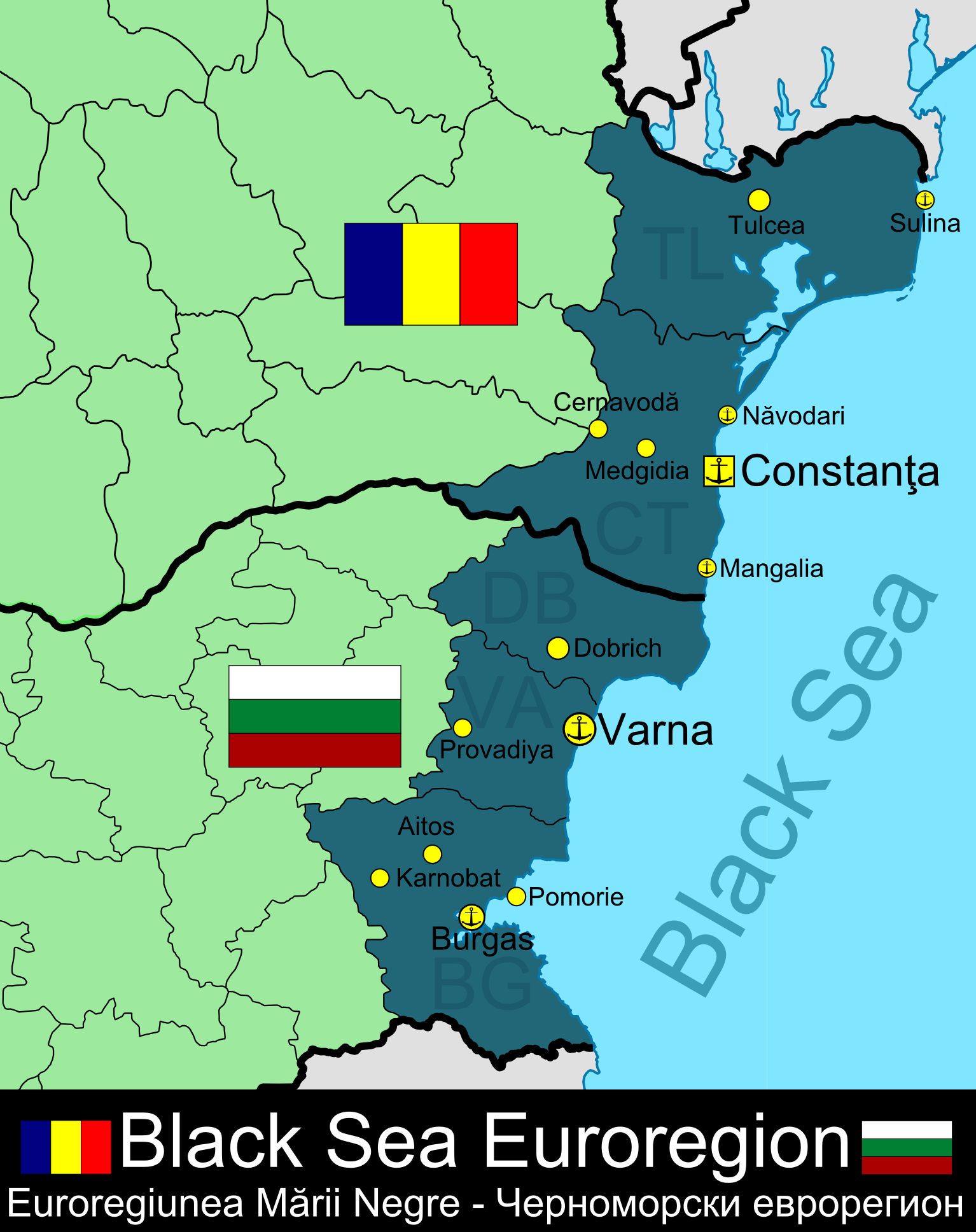
Mapa de l'Euroregió Mar Negra

L'Euroregió Mar Negra (búlgar Черноморски еврорегион, translit. Chernomorski evroregion, romanès Euroregiunea Mării Negre) és una euroregió costanera localitzada a Bulgària i Romania.

## Creació
El Congrés del Consell d'Europa aprovà la creació de l'euroregió Mar Negra el 26 de setembre de 2008, quan el decret constituent fou signada per 14 autoritats de quatre estats.

## Composició
L'euroregió és formada per:
- Província de Burgàs, Província de Dòbritx i Província de Varna a Bulgària (16.296,14 km²,[2] 1.060.000 habitants[3])
- Província de Constanţa i  Província de Tulcea a Romania (15.570 km², 980.000 habitants[4])

La ciutat més gran és  Varna, mentre que Constanţa és l'àrea metropolitana més gran.

## Principals ciutats
Les principals ciutats amb més de 10.000 habitants de la regió són
| Ciutat    | Població | Àrea    | Estat    |
| --------- | -------- | ------- | -------- |
| Varna     | 330,486  |         | Bulgària |
| Constanţa | 302,040  | 446,595 | Romania  |
| Burgàs    | 197,301  |         | Bulgària |
| Tulcea    | 92,379   |         | Romania  |
| Dòbritx   | 89,472   |         | Bulgària |
| Medgidia  | 44,850   |         | Romania  |
| Mangalia  | 41,153   |         | Romania  |
| Năvodari  | 34,669   |         | Romania  |
| Cernavodă | 19,890   |         | Romania  |
| Aitos     | 19,537   |         | Bulgària |
| Karnobat  | 18,394   |         | Bulgària |
| Pomorie   | 14,170   |         | Bulgària |
| Ovidiu    | 13,458   |         | Romania  |
| Nesebar   | 13,347   |         | Bulgària |
| Provadiya | 13,090   |         | Bulgària |
| Kavarna   | 11,368   |         | Bulgària |
| Balchik   | 11,321   |         | Bulgària |
| Hârşova   | 11,198   |         | Romania  |
| Murfatlar | 10,857   |         | Romania  |
| Măcin     | 10,625   |         | Romania  |
| Babadag   | 10,037   |         | Romania  |

## Objectius
L'Euroregió cerca promoure iniciatives pera a encoratjar l'ús amb cura dels recursos de la Mar Negra i el seu desenvolupament sostenible, així com els processos de regionalització de la zona.